# Autómatos Jaquet-Droz

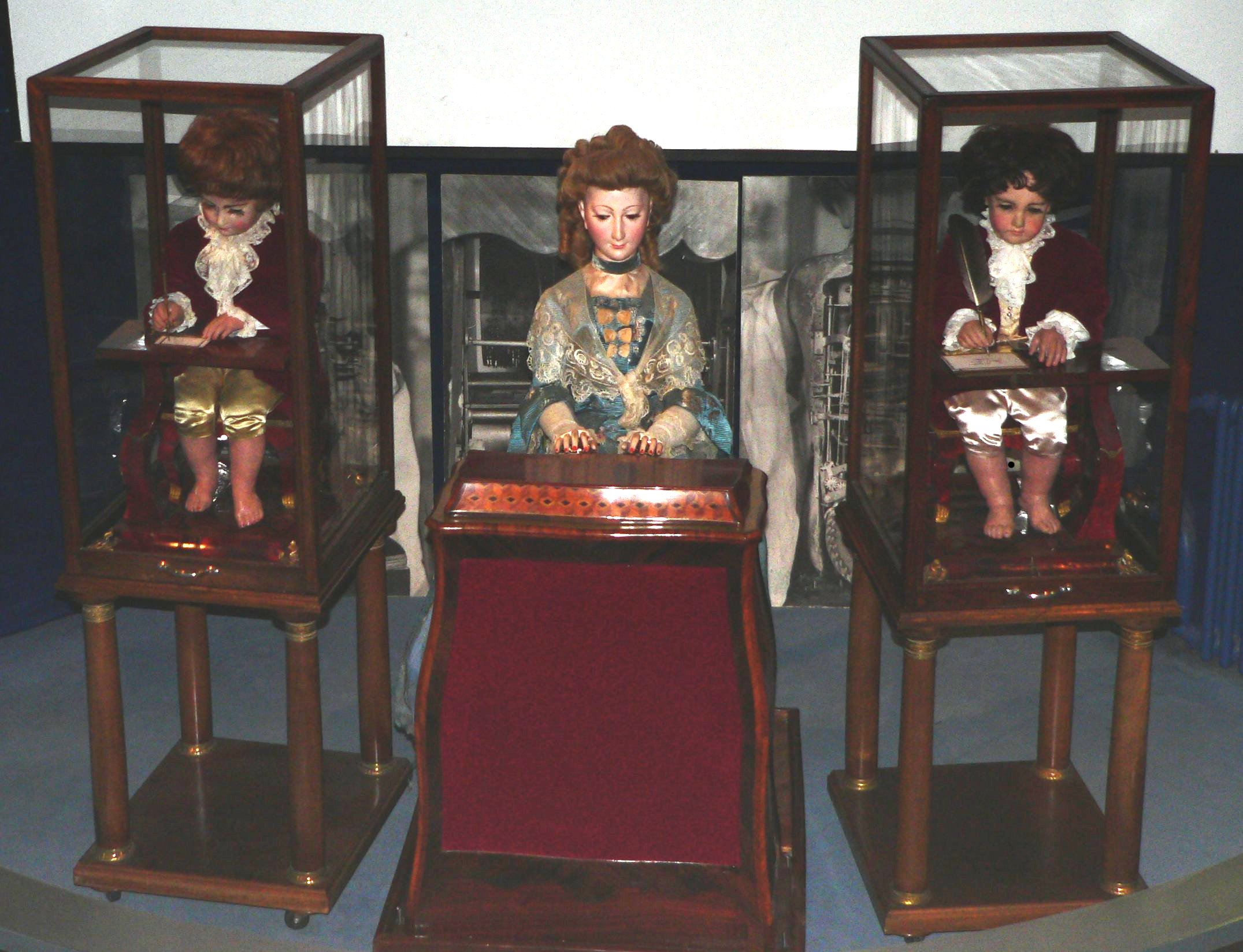
Os autómatos Jaquet-Droz.

Os autómatos Jaquet-Droz, dentre todos os numerosos autómatos construídos pelo relojoeiro Pierre Jaquet-Droz e seus filhos Henri-Louis Jaquet-Droz e Jean-Frédéric Leschot (ado(p)tivo), designam três máquinas fabricadas pelo trio entre 1768 e 1774, a musicista, a desenhista e o escritor. Os autómatos ainda funcionam e podem ser vistos no Musée d'Art et d'Histoire de Neuchâtel, na Suíça. As máquinas são consideradas ascendentes remotas dos computadores modernos.
Os autómatos foram plane(j)ados e construídos pelos Jaquet-Droz e Leschot como brinquedos para publicidade e entretenimento, com o intuito de alavancar as vendas de relógios entre a nobreza da Europa no século XVIII. Ao longo da história, o conjunto de autómatos foi perdido e recuperado várias vezes, até que em 1906, a Sociedade de História e Arqueologia de Neuchâtel os comprou por 75.000 francos em ouro e fez a doação dos mesmos ao museu, onde permanecem até hoje.